# Psittacosaurus
Пситакозавр (Psittacosaurus — «ящір-папуга») — рід невеликих базальних цератопсів, що існували в ранній крейді на території сучасної Азії. Описано 8 видів, відомих за рештками сотень екземплярів. Завдяки такій кількості решток відомі деякі деталі онтогенезу, покривних структур, механіки щелеп і патологій пситакозаврів.
Пситакозаври та родина чаоянгзаврових є найпримітивнішими відомими цератопсами.
Дорослий пситакозавр був завдовжки близько 1,5 метра і міг важити приблизно 22 кілограми. Довжина дитинчат становила близько 25 сантиметрів. Пситакозавр був рослиноїдною твариною.

## Опис

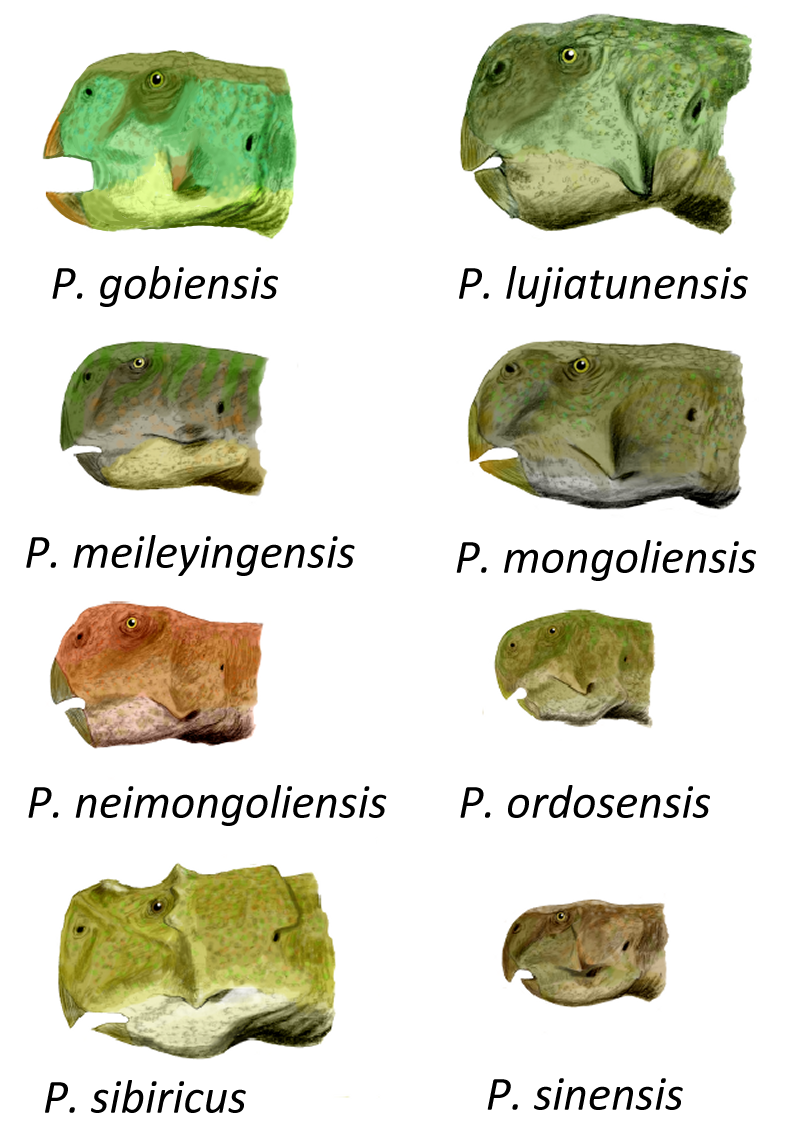
Голови різних видів пситакозаврів.

Види пситакозаврів відрізняються за розмірами та особливостями будови черепа і скелета, але мають однакову загальну форму тіла. Найвідоміший вид — P. mongoliensis — міг досягати 2 метрів у довжину. Максимальна маса тіла дорослої особини P. mongoliensis, найімовірніше, перевищувала 20 кілограмів. Кілька видів наближаються до P. mongoliensis за розміром (P. lujiatunensis, P. neimongoliensis, P. xinjiangensis), тоді як інші дещо менші (P. sinensis, P. meileyingensis). Найменший з відомих видів, P. ordosensis, на 30 % менший за P. mongoliensis.
Посткраніальний скелет пситакозавра характерний для «типових» двоногих птахотазових. Має лише по чотири пальці на передніх лапах, на відміну від п'яти у більшості інших птахотазових (включаючи всіх інших цератопсів), а чотирипала задня лапа за будовою дуже схожа на задні лапи багатьох інших дрібних птахотазових.

### Щетинистий хвіст

Порівняння розмірів P. mongoliensis з людиною

Один з екземплярів пситакозавра добре зберіг відбитки шкіри, зокрема, щетинисті відростки на хвості. Це був перший відомий екземпляр птахотазового динозавра, в якого збереглися покриви інші, ніж луска. Нитчасті покривні відростки відомі також у гетеродонтозаврового Tianyulong і базальної неоорнітісхії Kulindadromeus.
Щетинки на хвості пситакозавра завдовжки досягають 15 см. На збереженому екземплярі можна розрізнити 91 щетинку. Більшість щетинок завтовшки 1,5—1,7 мм при основі, але щетинки в кінці хвоста тонші, найтонші щетинки завтовшки 0.5 мм при основі. Щетинки розташовані на спинній стороні хвоста нерівномірно, іноді утворюючи групки по 3—6 щетинок, наближених між собою при основі. Неясно, наскільки глибоко в шкірі були посаджені щетинки. Скоріш за все, щетинки були утворені з кератинового епідермісу, а не колагену шкіри. Можливо, щетинки у своєму розвитку були гомологічними до «корони» африканського павича (Afropavo) і «чубчика» паламедеї (Anhima).

## Історія відкриття

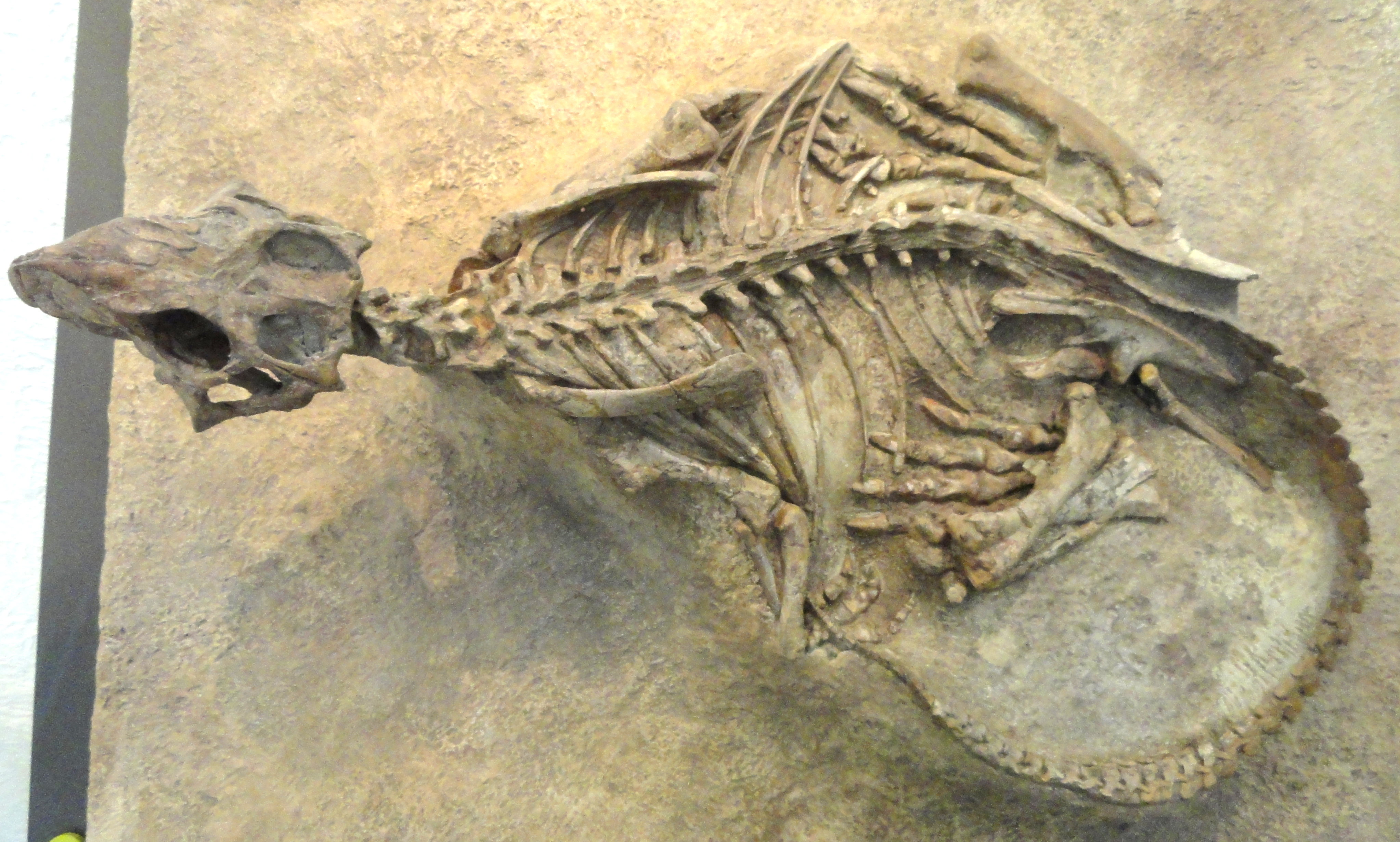
Голотип P. mongoliensis (зразок AMNH 6254), Американський музей природознавства

У 1922 році американський палеонтолог Генрі Ферфілд Осборн взяв участь у Третій Азійській експедиції Американського музею природничої історії, щоб відкрити скам'янілості та геологічні утворення крейдового та третинного періодів Монголії. У формації Ошіх басейну Арца-Богдо монгольський шофер Вонг знайшов майже повний череп, щелепи та скелет динозавра, який отримав прізвисько «скелет Ред-Меса». Зразок, під каталожним номером AMNH 6254, був описаний в 1924 році Осборном, лише частково підготовленим. Осборн дав йому назву Psittacosaurus mongoliensis, описавши його дзьоб, схожий на дзьоб папуги, за порадою свого колеги, американського палеонтолога Вільяма Кінга Ґрегорі.